# Martin Adjou-Moumouni
Pour les articles homonymes, voir Moumouni.
Martin Adjou-Moumouni, né le 29 juillet 1955 à Cotonou (Bénin), est un prélat catholique béninois. Il est le premier évêque de N'Dali.

## Biographie
Martin Adjou-Moumouni fait le petit, puis le grand Séminaire Saint-Gall de Ouidah en 1982 d’où il sortira diacre la même année. Il est ordonné prêtre le 16 juillet 1983 par Mgr Christophe Adimou et enseigne au petit séminaire d’Adjatokpa. Il va à Abidjan en Côte d'Ivoire pour y poursuivre ses études à l’ICAO d’où il revient pour servir en tant que prêtre sur la paroisse Sainte-Cécile à Cotonou au Bénin. Après l’obtention d’un doctorat en théologie morale à Rome, il revient au Bénin et sert à Parakou au séminaire Notre-Dame de Fatima comme recteur et est nommé dixième évêque du Bénin. Il est le premier évêque du tout nouveau diocèse, créé par le pape Jean-Paul II.